# Immortals Fenyx Rising
Immortals Fenyx Rising è un videogioco d'azione-avventura del 2020 sviluppato da Ubisoft Quebec e pubblicato da Ubisoft. Il gioco è stato distribuito per Google Stadia, Xbox One, Xbox Series X/S, PlayStation 4, PlayStation 5, Microsoft Windows e Nintendo Switch a partire dal 3 dicembre 2020.

## Trama
Fenyx una guerriera divina che dovrà salvare gli dei greci dal temibile titano Tifone, che cerca vendetta dopo che è stato rinchiuso da Zeus nel Tartaro. Il gioco assume un tono ironico, con Prometeo che diventa il narratore principale del gioco mentre Zeus quello del narratore inaffidabile.
Durante una tempesta in mare una nave naufraga sull'isola d'oro e l'unica superstite è la guerriera Fenyx che scopre che i suoi compagni sono stati tramutati in pietra da Tifone. Durante la sua ricerca s'imbatte in un misterioso individuo che gli dona armi per combattere le creature di Tifone e con il suo aiuto riesce a recuperare le ali di Icaro per volare da una parte all'altra dell'isola. L'individuo rivela di essere Ermes, il messaggero degli Dei, che chiede aiuto a Fenyx nel liberare i suoi fratelli e sorelle dal maleficio di Tifone per sconfiggerlo. Così formano una base chiamata "Sala degli Dei" per prepararsi al duello finale. Ermes rivela che quando Tifone si scagliò contro le divinità, quest’ultimi richiamarono dall'oltretomba i guerrieri greci più famosi per supportarli: Achille, Odisseo, Ercole e Atalanta. Gli Dei e gli eroi affrontano Tifone ma questi li sconfisse e maledisse le divinità trasformandoli e togliendo il loro potere, gli eroi invece vengono infettati dai poteri del mostro fino a diventare i suoi generali conosciuti come "Spettri". Fenyx comincia a viaggiare per l'isola d'oro affrontando molti nemici scoprendo come vivono gli Dei sconfitti: Afrodite è diventata un albero e desidera aiutare la natura e non più solo se stessa, Ares è diventato un pollo fifone, Atena una bambina viziata ed Efesto un automa robot senza ricordi. Fenyx aiuta tutte e quattro le divinità riuscendo a liberarli dai loro malefici e a farli tornare alla normalità. Una volta liberi donano a Fenyx nuovi poteri per affrontare Tifone. Durante l'avventura Fenyx scopre che suo fratello Ligirone è ancora vivo e ha stretto un patto con Tifone per aiutarlo ad annientare Zeus e diventare il padrone del mondo. Fenyx sconfigge il fratello e si reca nel Tartaro per annientare il mostro che lo sconfigge apparentemente.
Durante la narrazione Zeus si rende conto della frustrazione dei suoi figli causati dai suoi comportamenti egoisti e ha una crisi di coscienza ammettendo che aveva intenzione di sterminare l'umanità e che è stato lui a tramutare gli umani in pietra. Nello stesso momento arriva Tifone, ancora vivo, rivelando che è stata tutta opera di Prometeo. Il Titano con l'aiuto di suo fratello Atlante ha liberato Tifone e fatto naufragare Fenyx sull'isola per far si che uccidesse Zeus, ovvero suo padre. Il titano rivela che lei è la figlia che Meti, ovvero colei che avrebbe rovesciato Zeus e che quest'ultimo ha cercato di impedirlo. Secondo il piano di Prometeo Fenyx dopo aver saputo la verità doveva uccidere suo padre ma la semi-dea dopo la sua avventura è diventata molto saggia e ammette che non vuole uccidere Zeus e che deve dare una speranza per l'umanità. Tifone infuriato trascina entrambi nel Tartaro e Fenyx con l'aiuto di Atena, Afrodite, Ares, Efesto, Ermes e di Zeus stesso sconfigge Tifone imprigionandolo per sempre. Finita l'avventura Zeus promette che sarà un padre migliore e desidera che sua figlia Fenyx venga a vivere sull'Olimpo insieme a loro.

### Una nuova divinità
Fenyx accetta di vivere sull'Olimpo insieme a suo padre Zeus e gli altri dei olimpici ma per farlo deve diventare una divinità superando delle prove. Fenyx comincia il suo lungo percorso per ottenere un posto tra gli Dei Olimpici e supera le prove di Afrodite, Ares, Atena, Ermes ed Efesto per poi giungere alla prova finale imposta da Zeus. Alla fine Fenyx con il supporto dei suoi fratelli e sorelle riesce a superare la prova finale diventando ufficialmente una divinità e ottenendo un posto tra i dodici Dei dell'Olimpo con il titolo di "Dio/Dea della Coesione" per essere riuscita a non far litigare tra di loro gli Dei.

### Miti del Regno d'Oriente
Nel DLC "Miti del Regno d'Oriente" di Immortals Fenyx Rising, i giocatori entrano nella pelle di Ku, un guerriero cinese coinvolto in una nuova avventura divina. Ku si risveglia in una situazione simile a quella di Fenyx, dove il mondo è stato corrotto da un'entità malvagia, e gli abitanti sono stati trasformati in pietra. Aiutato dalla dea Nuwa, creatrice dell'umanità, Ku si impegna a riparare il cielo divino e risolvere il caos che ha colpito l'isola di Peng Lai, un paradiso terrestre. Durante il suo viaggio, Ku incontra eroi leggendari, affronta mostri tratti dalla mitologia cinese e risolve enigmi orientali. Il DLC introduce nuove meccaniche di gioco, come i puzzle ispirati alla cultura cinese e un sistema di combattimento migliorato. Nonostante la mancanza di una progressione dei poteri tradizionale, i giocatori godono di alcune ore di gioco extra in un'ambientazione unica, offrendo un'esperienza divertente ed esplorativa all'interno dell'universo di Immortals Fenyx Rising. Alla fine del DLC "Miti del Regno d'Oriente" di Immortals Fenyx Rising, Ku, con l'aiuto della dea Nuwa e di altri eroi leggendari, riesce a riparare il cielo divino e a sconfiggere l'entità malvagia che ha causato il caos sull'isola di Peng Lai. Grazie al suo coraggio e alla sua determinazione, Ku riesce a riportare l'equilibrio e la pace nell'isola. La trama si conclude con un senso di realizzazione e la promessa di un futuro migliore per la terra e i suoi abitanti, rappresentando la vittoria del bene sul male e la restaurazione dell'armonia.

### Gli dei perduti
È il sequel del DLC ‘Una Nuova Divinità’ e ultimo contenuto del Season pass. La trama verte sul rapporto tra gli olimpi e sull’assenza di alcuni di loro nella storia principale. Dopo l’attacco di Tifone, i fratelli, Poseidone, Ade e Zeus, litigarono perché non si aiutavano mai gli uni con gli altri, questo litigio portò ad una rottura e Zeus cacciò dal suo regno gli dei che non si fidavano delle sue scelte. Questi erano: Ade, Borea, Demetra, Estia e Poseidone. Quest’ultimo fece riemergere dal mare un’isola distrutta, un prototipo di Dedalo, fallito e abbandonato, e gli Dei che vi si stabilirono la plasmarono a loro modo: Isola Pirite. Il mondo nel frattempo a causa degli screzi fra gli Dei è vittima di una serie di catastrofi naturali; per fermare tutto questo Fenyx, ormai divenuta ‘Dea della coesione’, con l’aiuto di Atena progettano un piano per riunire gli Olimpi senza dover intervenire direttamente, perché Zeus è molto orgoglioso e pretende che gli Dei ritornino all’Olimpo per propria volontà. Attraverso il bacino divinatorio, strumento grazie al quale le due Dee riescono ad osservare tutto il mondo, Fenyx e Atena cercano una nuova campionessa a cui affidare il compito di riunire gli Dei. La scelta ricade su una devota rimasta sola a causa delle catastrofi: Ash. Fenyx aiuterà la campionessa nella sua avventura dal bacino divinatorio, fornendole consigli e doni per proseguire, mentre Atena presterà il suo aiuto direttamente sull’isola dopo aver assunto le sembianze di una civetta per non farsi riconoscere da Zeus. Ash riuscirà a convincere tutti gli Dei a tornare all’Olimpo, dopo averli aiutati in alcune missione ma soprattutto convinti della loro utilità sia nell’Olimpo che per l’umanità. Ash per riportare definitivamente l’equilibrio nel mondo dovrà far inabissare nuovamente l’isola facendo un’ultima offerta agli Dei. La campionessa offrirà agli Dei l’essenza dell’energia di Crono il divoratore, padre degli dei, e la sua vita stessa gettandosi dalla scogliera in mare. Fenyx, sorpresa dal gesto, si lascerà andare ad un addio sentito. Grazie al sacrificio della campionessa l’isola verrà riassorbita dal mare e l'equilibrio ripristinato sul mondo. Poseidone e Ade riporteranno in vita Ash e la inviteranno a seguirli nell’Olimpo per conoscere Fenyx.

## Modalità di gioco
Il protagonista del gioco è Fenyx, un personaggio giocante completamente personalizzabile nell'aspetto, nel sesso e nella voce, nonostante nel materiale promozionale venga rappresentato come donna. In qualsiasi momento del gioco, i giocatori possono modificare l'aspetto del personaggio tramite la poltrona di bellezza di Afrodite. Il gioco è ambientato in un open world ampio, costituito da sette regioni ben distinte ispirate dalla mitologia greca.
Il gameplay è stato paragonato a quello di The Legend of Zelda: Breath of the Wild e di Assassin's Creed: Odyssey.

## Personaggi

### Principali
- Fenyx: protagonista del gioco; si può personalizzare il personaggio e scegliere se renderlo maschio o femmina, ma la versione femminile di Fenyx è considerata canonica per il gioco.
- Fosforo: uccello del tartaro che dopo essere stato aiutato da Fenyx si unisce all'eroe o eroina nella lotta contro Tifone.

### Dei Olimpici
- Zeus: dio del Tuono nonché signore dell'Olimpo, e narratore della storia insieme a Prometeo; tra i due, Zeus è quello con la vena ironica.
- Prometeo: titano imprigionato a un pilastro da Zeus; insieme a quest'ultimo è il narratore della storia.
- Ermes: messaggero degli Dei e unico Dio riuscito a sopravvivere alla furia di Tifone. È lui a salvare Fenyx e ad istruirla su come salvare gli altri dei.
- Afrodite: dea della Bellezza. Dopo che Tifone la sconfigge viene trasformata in un albero.
- Ares: dio della Guerra. Dopo che viene sconfitto da Tifone viene trasformato in un pollo.
- Atena: dea della Saggezza nonché figlia preferita di Zeus. Dopo la sua sconfitta viene trasformata in una bambina capricciosa.
- Efesto: dio della Fucina e marito di Afrodite. Dopo la sua sconfitta viene trasformato in un robot e perde la memoria.

### Esercito di Tifone
- Tifone: demone nonché principale antagonista. In passato venne sconfitto e imprigionato da Zeus in un vulcano, ma alla fine riesce a liberarsi e giura vendetta contro gli Olimpici che sconfigge e maledice togliendo loro i poteri e trasformandoli. Sempre usando i suoi poteri, ha corrotto gli umani e ha riportato in vita gli eroi leggendari dei poemi che li ha resi suoi guerrieri, e inoltre dal Tartaro ha fatto fuoriuscire delle creature mostruose.
- Achille: eroe leggendario e protagonista del poema chiamato l'Iliade, che racconta la Guerra di Troia. Molto veloce e forte in combattimento.
- Atalanta: eroina molto esperta nella caccia. Combatte usando un arco e affiancata da un orso.
- Ulisse: eroe che ha svolto un ruolo importante nella Guerra di Troia dell'Iliade ed è il protagonista dell'Odissea. Re dell'Isola di Itaca e famoso per il suo ingegno e per essere un esperto nell'arco. In combattimento è molto veloce al punto da creare copie di se stesso e aprire varchi dimensionali.
- Ercole: semi-Dio figlio di Zeus famoso per la sua immensa forza e per le sue dodici fatiche. È mastodontico e combatte con una mazza.
- Oltre ai guerrieri leggendari dei poemi l'esercito di Tifone è composto anche da creature presenti nella mitologia greca ovvero Gorgoni, Minotauri, Grifoni, Arpie ed Ecatonchiri.

## Sviluppo e pubblicazione
Annunciato durante l'E3 2019 con il titolo di Gods & Monsters, il gioco è stato realizzato dagli sviluppatori di Assassin's Creed: Odyssey. La pubblicazione del gioco era originariamente prevista per il 25 febbraio 2020, con la data finale di lancio, il 3 dicembre dello stesso anno, confermata nel corso dell'Ubisoft Forward il 10 settembre.